# Палата советников (Марокко)
Палата советников (араб. مجلس المستشارين‎, фр. Chambre des conseillers) является верхней палатой парламента Марокко и насчитывает 120 членов (советников), избираемых на шестилетний срок. 72 члена избираются на региональном уровне Королевства, которые представляют собой субнациональные административные районы. 8 членов избираются в каждом регионе коллективом по выборам, состоящим из избранных из наиболее представительных профессиональных организаций работодателей; 20 членов, избираемых на национальном уровне коллективом по выборам, состоящим из сотрудников.
Конституция Марокко в 2011 году сохранила эту вторую палату, но сократила срок ее полномочий с 9 до 6 лет и ее размер до 120 мест.